# 間伐材

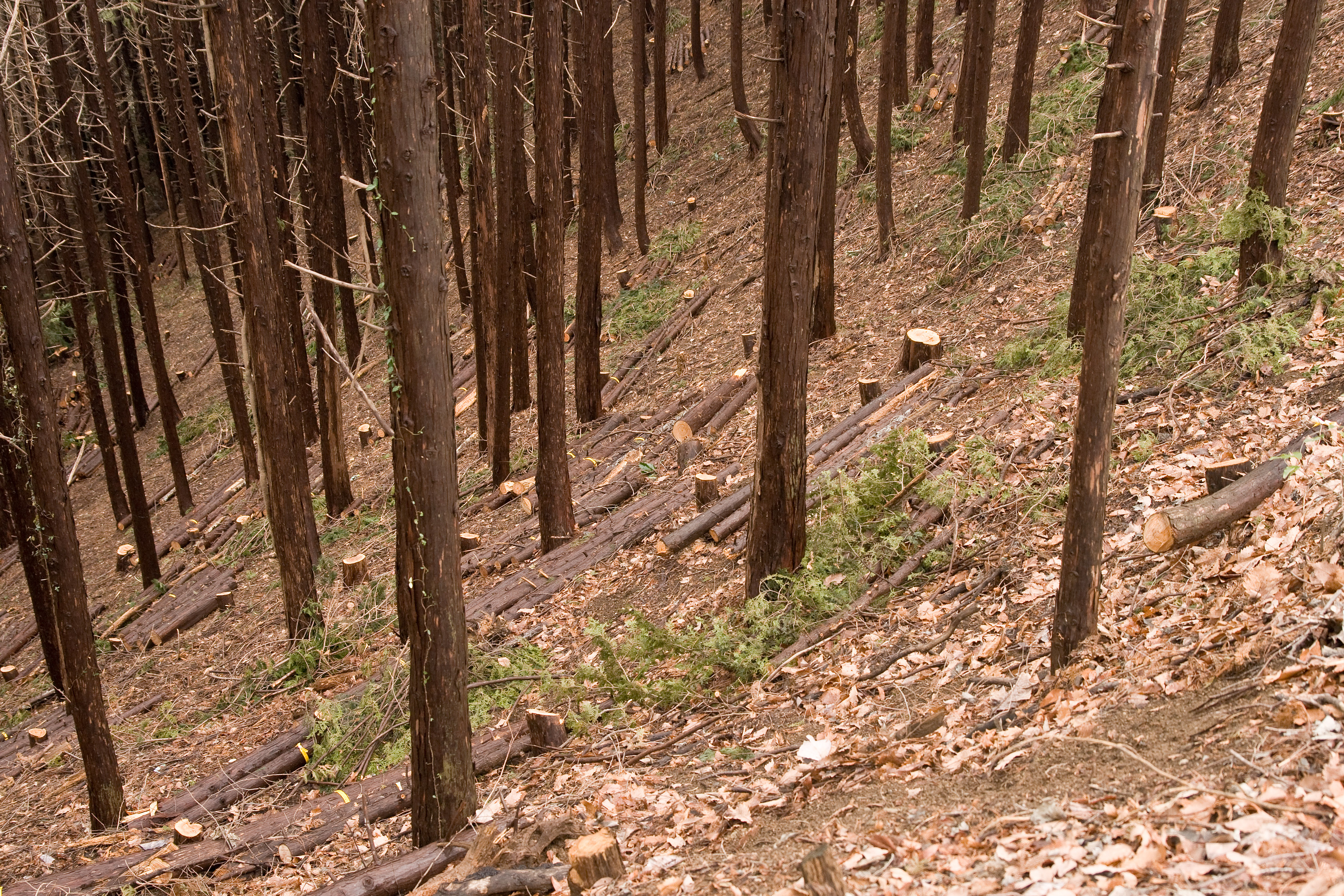
間伐されたスギ

間伐材（かんばつざい）とは、森林の成長過程で密集化する立木を間引く間伐の過程で発生する木材のことである。

## 用途
間伐材のうち、小径木（末口14センチメートル以下）は、杭などの土木用材として利用されているが、中目材（末口径16 - 22センチメートル）は、効果的な活用方法がなく、建築用途の需要が少ない。しかし、カラマツなど樹種によっては、長さ4メートルで末口径22センチメートル以上のものは、大断面集成材用ラミナや内装材として利用されるようになってきている。今後、人工林の成熟により、さらに中・大径木の建築用途への利用が課題となる。
間伐材は細くて未成熟だから使いものにならないというイメージがあるが、1970年代以前に植えられた人工林のなかには、間伐材といえども直径30センチメートルを超えるものは珍しくない。材として使用できないのは、主に搬出費用の高さのためである。大径間伐材の場合、用途はあるが、まとまった数量を安定的に調達するのが難しいがゆえに、木材の大口需要家である大手住宅メーカーなどは採用を断念せざるを得ないという面がある。今後、各地の人工林の成熟、および林業政策の長期循環施行策への移行によって、中・大径木の建築用途への利用は、需要の発掘よりもむしろ安定供給の実現、具体的には10トントラック程度は通行できる林道の整備、伐採の省力化、伐採後の材の集積地・乾燥施設の整備などが課題となる。

### 用途の変遷
- 1970年代までは、建築現場の足場材、木柵の材料などに用いられたが、アルミニウム製の単管足場などの普及により需要が低迷した。
- 1990年代になると、間伐材の需要の低迷によって価格が下落。商品価値が無くなることによって、間伐材売却による収入が途絶え、森林経営の採算が悪化し、放棄される森林が増加した。
- 2000年代になると、森林整備を支援する一環として、間伐材の消費拡大に向けた動きが本格化。グリーン購入法などに積極的な利用が推進されるようになった。さらに地球温暖化問題の周知によってエコロジー素材としての需要が急増したが、1990年代の業者撤退の後遺症で生産はなかなか伸びず価格高騰を招いている。
- 近年[いつ?]、エコロジー志向から薪ストーブが見直されているが、主な間伐材となる杉は柔らかく急激に燃えるため火力の調整が難しく火持ちも悪い（すぐに燃え尽きる）ため、広葉樹の薪に比べて人気がない。また、柱や板の需要も、在来木造住宅で日本国内木材の使用が減って来ていることと、そもそも住宅着工件数自体が減っていることから、おもわしくない。その反面、これまで輸入に頼っていた合板用の丸太の輸入価格は、産出地における乱伐による天然資源の枯渇のため、伐採の制限や禁止、高い課税がなされており、日本国産材の競争力が相対的に上がっている。合板業界の需要に応えるべく、合板製造機のメーカーは、まず松などの比較的硬い針葉樹に対応し、ついで、檜、さらには杉を合板に加工する技術を実用化しており、日本国産材は、針葉樹合板の原料としての用途が多くなっている。

### 新しい用途
- 割り箸
- 間伐材の再生紙を利用したファイルなどの文房具
- 机などの家具
- ガードレール、道路標識の支柱
- 清涼飲料水の容器
- 封筒
- 補強土壁工法の壁面材
- 携帯電話の外装（NTTドコモ SH-08C）
- 木質ペレットやウッドチップなどに加工し、バイオマス発電の燃料。灰はセメント材料とする。
- 板倉構法 - 日本産木材のみで住宅や集会所を建築できる。主要壁材となる木ずり、落とし込み板は厚さ24-30mm、幅135-150mm程度あれば使用できるため、杉間伐材の活用先として期待される[1]。
- 杉の加熱圧縮材 - 杉材が曲げ加工に適している反面、家具等の用途には柔らか過ぎるため、杉を加熱圧縮して厚みを小さくする代わりに硬度を大きくして、杉間伐材を家具材料やスマートフォン用充電器[2]の材料に活用する試みがされている。
- 建材として、合成樹脂と木質系材料（木材や竹など）を微細化した木粉または木繊維を主原料とする木材・プラスチック複合材（WPC）および木材・プラスチック再生複合材（WPRC）があり[3]、主にデッキやフェンス、ルーバー等の外構材として用いられている。

## 参考資料
1. 戶倉恆信 〈借鏡日本料理店 思索台灣林業未來〉，台湾《自由時報》2014年9月17日